# Todos Santos (Oruro)
Todos Santos ist eine Ortschaft im Departamento Oruro im Hochland des südamerikanischen Anden-Staates Bolivien.

## Lage im Nahraum
Todos Santos ist zentraler Ort des Municipios Todos Santos in der Provinz Puerto de Mejillones. Todos Santos liegt am Oberlauf des Río Sabaya, etwa 45 Kilometer nordwestlich des Salzsees Salar de Coipasa.

## Geographie
Das Klima in der Region ist semiarid (siehe Klimadiagramm Sabaya) und weist eine Feuchtezeit im Sommer auf, der Jahresniederschlag liegt bei 400–500 mm. Die Jahresdurchschnittstemperatur liegt bei 8 °C ohne wesentliche Schwankungen im Jahresverlauf, aber mit starken Tagesschwankungen der Temperatur und häufigem Frostwechsel.
Die Vegetation in der Region entspricht der semiariden Puna. Sie ist baumlos und setzt sich vor allem aus Dornsträuchern, Gräsern, Sukkulenten und Polsterpflanzen zusammen. Sie wird wirtschaftlich als Lama-, Alpaka- und Schafweide genutzt.

## Verkehrsnetz
Todos Santos liegt 231 Straßenkilometer entfernt von Oruro, der Hauptstadt des gleichnamigen Departamentos.
Von Oruro aus führt die Nationalstraße Ruta 12 über 189 Kilometer in südwestlicher Richtung über Ancaravi und Huachacalla bis Sabaya und weiter nach Pisiga an der chilenischen Grenze. In Sabaya zweigt eine unbefestigte Landstraße nach Westen ab und führt weitere 32 Kilometer entlang des Río Sabaya bis La Rivera und von dort in westlicher Richtung weitere zehn Kilometer nach Todos Santos.

## Bevölkerung
Die Einwohnerzahl der Ortschaft ist in den vergangenen beiden Jahrzehnten um etwa ein Drittel zurückgegangen:
| Jahr | Einwohner | Quelle       |
| ---- | --------- | ------------ |
| 1992 | 324       | Volkszählung |
| 2001 | 376       | Volkszählung |
| 2012 | 219       | Volkszählung |
| 2024 |           | Volkszählung |

Die Region weist einen hohen Anteil an Aymara-Bevölkerung auf, im Municipio La Rivera sprechen 73,6 Prozent der Bevölkerung Aymara.